# General Elizardo Aquino (Paraguay)
General Elizardo Aquino, o coloquialmente Aquino, es un distrito y una ciudad de Paraguay, en el Departamento de San Pedro. Antiguamente se llamaba Colonia Trinacria, debido a que sus primeros pobladores fueron colonos italianos provenientes de Sicilia.
La ciudad está ubicada sobre la Ruta PY10, a 25 km de Rosario, la cual se encuentra totalmente asfaltada. La comunidad es laboriosa, principalmente agrícola y ganadera.

## Toponimia
El distrito lleva su nombre en homenaje a José Elizardo Aquino Jara (1825 - 1866) un coronel paraguayo oriundo de Luque, que participó en la Guerra de la Triple Alianza (1864 - 1870), muriendo heroicamente en combate en la Batalla de Paso Pucú el 19 de julio de 1866 a los 42 años. Fue ascendido póstumamente al rango de general y es considerado como el héroe más importante de la ciudad de Luque, donde existe una carretera que lleva su nombre.

## Demografía
General Elizardo Aquino cuenta con 16 971 habitantes en total, según datos oficiales provistos por el censo paraguayo de 2022. A su alrededor se encuentran comunidades como Santa Clara, Jhugua Rey y otras más. A este distrito se le conoce como la Ciudad de Amistad. Casi en el centro se encuentra el Monolito.